# Mitooma (district)
Mitooma is een district in het zuidwesten van Oeganda. Hoofdstad van het district is de stad Mitooma. Het district telde in 2014 185.519 inwoners en in 2020 naar schatting 194.300 inwoners op een oppervlakte van 542 km².
Het district werd in 2010 opgericht na opsplitsing van het district Bushenyi. Het district is opgedeeld in 1 county (Ruhinda), 7 sub-county's (Bitereko, Kabira, Kanyabwanga, Kashenshero, Kiyanga, Mitooma en Mutara) en 40 gemeenten (parishes) en telt 479 dorpen.